# 细茎旋花豆
细茎旋花豆（学名：Cochlianthus gracilis）为豆科旋花豆属下的一个种。其种加词来源于拉丁文“gracilis”，意为“细长的”。